# Onni Vilkas
Onni Vilkas, född 2 april 1910 i Kymmene, död 25 februari 1999 i Kotka, var en finländsk företagsledare.
Vilkas var en av pionjärerna för chartertrafiken med buss från Finland till utlandet. Från 1934 innehade han bussbolaget Onni Vilkas Oy i Kotka, som blev ett av de ledande i landet, och inledde 1948 chartertrafik till Centraleuropa med buss. Efter andra världskriget deltog han i flera decennier i biltävlingar (främst rallyn), både i hemlandet och utomlands; bland annat ställde han i många år (sammanlagt 18 gånger) upp i Monte Carlo-rallyt. Då Onni Vilkas Oy 1999 såldes till Pohjolan Liikenne, hade företaget cirka 120 anställda och 70 bussar.
Vilkas erhöll trafikråds titel 1964.